# Bislohe
Bislohe (fränkisch: Bis-lou) ist ein Gemeindeteil der kreisfreien Stadt Fürth im bayerischen Regierungsbezirk Mittelfranken. Bislohe liegt in der Gemarkung Sack.

## Geographie
Das Dorf bildet eine geschlossene Siedlung mit dem nördlich gelegenen Schmalau und dem südöstlich gelegenen Sack. Der Ort ist im Westen und Osten von den Äckern des Knoblauchslands umgeben. Eine Gemeindeverbindungsstraße führt am Ronhof vorbei nach Poppenreuth (2,9 km südlich) bzw. über Schmalau nach Großgründlach zur Kreisstraße N 3 (1,7 km nördlich). Eine weitere Gemeindeverbindungsstraße führt südwestlich nach Kronach (0,7 km südwestlich).
Die Bayerische Uraufnahme zeigt „Bisloh“ in den 1810er Jahren als einen Weiler mit fünf Höfen nördlich des Schlosses und einem Weiher.

## Geschichte
Es kann davon ausgegangen werden, dass der Ort wie die meisten anderen Knoblauchsland-Dörfer in der Waldrodungsperiode von 1000 bis 1300 entstand. Im Berg’schen Reichslehenbuch von 1396 wird dieser als „Pisloh“ erstmals urkundlich erwähnt. Das Grundwort des Ortsnamens leitet sich vom mittelhochdeutschen Wort „loh“ (=Sumpfwiese) ab, das Bestimmungswort wahrscheinlich von „binze“ (=Binse).
1503 wurde erstmals ein heute nur noch in kleinen Resten, verbaut in moderne Gebäude, sichtbares Wasserschloss „Pislo“ erwähnt. Als Besitzer wurden wohlhabende Nürnberger Bürger erwähnt, zunächst die Brüder Bühler, im Dreißigjährigen Krieg wechselte der Besitz dann an die Schwabs, 1777 schließlich an den Nürnberger Herrn von Haller. Im Mai 1552 wurde Bislohe durch ein Heer des Brandenburger Markgrafen Alcibiades zerstört.
Gegen Ende des 18. Jahrhunderts bildete Sack mit Bislohe und Braunsbach eine Realgemeinde. In Bislohe gab es 5 Anwesen (1 Herrensitz, 4 Güter). Das Hochgericht übte die Reichsstadt Nürnberg aus, was vom brandenburg-bayreuthischen Oberamt Baiersdorf bestritten wurde. Die Dorf- und Gemeindeherrschaft und die Grundherrschaft über alle Anwesen hatte der Nürnberger Eigenherr von Haller.
Von 1797 bis 1810 unterstand der Ort dem Justiz- und Kammeramt Erlangen. Im Rahmen des Gemeindeedikts wurde Bislohe dem 1808 gebildeten Steuerdistrikt Buch und der 1813 gegründeten Ruralgemeinde Buch zugeordnet. Mit dem Zweiten Gemeindeedikt (1818) wurde Bislohe in die neu gebildete Ruralgemeinde Sack umgemeindet. In der freiwilligen Gerichtsbarkeit unterstand der ganze Ort von 1823 bis 1848 dem Patrimonialgericht Bislohe.
Zu Zerstörungen kam es durch durchziehende französische Heere und auch im Zweiten Weltkrieg wurde Bislohe schwer in Mitleidenschaft gezogen.
Am 1. Juli 1972 wurde Bislohe im Zuge der Gebietsreform in Bayern in die Stadt Fürth eingegliedert.
Heute ist der Ort, neben der Wohnbebauung, die direkt unter der Einflugschneise des Flughafens Nürnberg liegt, hauptsächlich durch ausgedehnte, lärmintensive Industriegebiete, (bspw. Schrottverwerter, Speditionsgewerbe etc.) geprägt.
Kulturell unterhält auch die Musikzentrale dort seit den 2000er Jahren einen festen Standort (Proberaumzentrum).

### Baudenkmäler
- Bisloher Hauptstraße 6a: Rest eines ehemaligen Herrensitzes[12]
- Haus Nr. 10: Gemeindehaus. Kleinerer erdgeschossiger Quaderbau mit Satteldach, am Giebel bezeichnet „CH CH 1825“.[13]

### Einwohnerentwicklung
| Jahr      | 001818 | 001840 | 001861 | 001871 | 001885 | 001900 | 001925 | 001950 | 001961 | 001970 | 001987 |
| Einwohner | 50     | 92     | 81     | 65     | 72     | 77     | 72     | 131    | 289    | 245    | 442    |
| Häuser    | 10     | 10     |        |        | 12     | 11     | 11     | 15     | 54     |        | 94     |
| Quelle    | [ 15 ] | [ 16 ] | [ 17 ] | [ 18 ] | [ 19 ] | [ 20 ] | [ 21 ] | [ 22 ] | [ 23 ] | [ 24 ] | [ 1 ]  |

## Religion
Bislohe ist seit der Reformation evangelisch-lutherisch geprägt und bis heute nach St. Peter und Paul (Poppenreuth) gepfarrt. Die Einwohner römisch-katholischer Konfession sind nach Heiligste Dreifaltigkeit (Stadeln) gepfarrt.

## Verkehr
ÖPNV: Eine direkte Anbindung an die Infra Fürth und somit an das öffentliche Verkehrsnetz ist mit den Buslinien 178 und 179 gegeben.
Bislohe ist Endpunkt der im dritten Gutachterentwurf des Deutschlandtakts geplanten Neubaustrecke. Zwischen Bislohe und Nürnberg Hauptbahnhof ist ein Tunnel geplant.